# La Serna del Monte
La Serna del Monte es un municipio español de la provincia y Comunidad de Madrid. Tiene una superficie de 5,44 km² con una población de 111 habitantes y una densidad de 20,04 hab./km².

## Geografía
La Serna del Monte está situada en un terreno relativamente llano, en la vertiente sur de la sierra de Guadarrama. Es un pequeñísimo término de forma alargada. El 90 % de sus tierras son terrenos de pasto con matorral, castaños, rebollares, encinas, cardos y enebros. También hay pequeñas zonas de encinares claros sobre roca. El tercio norte es de monte bajo. Está bañado por el arroyo de las Cárcavas que nace a un kilómetro del núcleo y lo bordea por su lado oeste. 
Numerosas e importantes vías pecuarias cruzan la Serna de noreste a sur: La Cañada Real Segoviana, la Cañada de Merinas, el Cordel de las Pozas y la Vereda del Cementerio. 
El núcleo se asienta en un llano a 1064 metros de altitud.

## Historia
El territorio de La Serna formaba parte, en la Edad Media, del término de Braojos; eran tierras que los señores de Mendoza daban a sembrar a sus vasallos.
El asentamiento es de origen medieval; los colonos construyeron sus viviendas junto a las tierras que trabajaban, pero durante mucho tiempo no tuvo entidad como población, teniendo los servicios del concejo e iglesia en Braojos.
En la misma época consiguió la emancipación civil.
En 1766 aparece como una población, con la misma entidad que Braojos, integrada en la Tierra de Buitrago. 
El pueblo vivía de la agricultura y de la ganadería. Las tierras de regadío, dependientes de una reguera compartida con La Acebeda, producían hortalizas, lino y prados con frutales, fresnos y chaparros. En secano se producía trigo y centeno, alubias y patatas. Desde mediados del siglo XX la agricultura ha desaparecido prácticamente y la actividad ha sido casi exclusivamente ganadera.
Hasta la reforma de la nomenclatura municipal de 1916 el municipio se llamaba simplemente La Serna. En dicha fecha su nombre fue modificado por el de La Serna del Monte.

## Demografía
Cuenta con una población de 105 habitantes (INE 2024).
| Gráfica de evolución demográfica de La Serna del Monte entre 1842 y 2021 |
| |
| Población de derecho según los censos de población del INE Población de hecho según los censos de población del INEEn estos censos se denominaba Serna, La: 1842, 1857, 1860, 1877, 1887, 1897, 1900 y 1910 |

## Comunicaciones

### Por carretera
Su núcleo urbano está estructurado por dos vías, la M-636 que sigue hacia Gascones y la M-976 que va hasta Braojos.

### Autobús
| Línea | Recorrido                                                     |
| ----- | ------------------------------------------------------------- |
| 191   | Madrid (Plaza de Castilla) - Buitrago del Lozoya - Somosierra |
| 191A  | Buitrago del Lozoya - Braojos                                 |
| 195   | Madrid (Plaza de Castilla) - Braojos                          |

La línea 191 contiene un único servicio de lunes a viernes laborables por la mañana procedente de Braojos que da servicio a La Serna del Monte en el interior del pueblo hacia Madrid, el resto de servicios de esta línea son aquellos que continúan o proceden de Somosierra y realizan parada en la vía de servicio de la A-1. La línea 195 solo presta servicio a La Serna del Monte los sábados laborables, domingos y festivos. Se recomienda consultar horarios.

## Patrimonio
Iglesia de San Andrés:
Conserva de la antigua construcción la planta, de una sola nave, y la espadaña.
El edificio fue reformado en la segunda mitad del siglo XX; se reconstruyó la cubierta, se añadió un porche de entrada y los paramentos interiores fueron pintados de blanco.
Posee un retablo del siglo XVIII, columnas salomónicas y esculturas barrocas de San Andrés y de la Virgen con niño del siglo XVI y XVII.
La Fragua:
Este conjunto de elementos tradicionales se encontraban antiguamente en la Fragua, edificio hoy restaurado como alojamiento rural.
Se conservan la piedra de afilar, el fuelle, el yunque y la pila o poza. El oficio de herrero era de los más importantes en el pueblo, pues sus tareas eran muchas y útiles para los vecinos, se encargaba de herrar los animales para el trabajo, pero también de arreglar los útiles de labor con que se contaba antiguamente: arados, rastrillas, elementos de los carros.
Este oficio lo ejercía el herrero de La Serna del Monte en los lugares de Gandullas y Piñuecar.
Piedra de las veces:
En la época medieval existían las llamadas Comunidades de Regantes, que estaban formadas por aquellos vecinos que poseían huertos y prados con derecho al agua de la reguera procedente de La Acebeda.
Al tener las Comunidades mencionadas sus propias ordenanzas, tenían al frente una única autoridad que era el del que dependían el Guardia Aguador, el Escribano y a la vez era el que repartía el tiempo de riego entre los que tenían derecho al agua de la reguera, abriendo o cerrando las bifurcaciones existentes.
Para medir este tiempo se recurría a una especie de reloj de sol, una estaca alta clavada en el centro de una piedra circular, que en lugar de tener talladas las horas lo que se hacía era grabar tantas marcas como regantes existieran. A esta piedra se la llamaba "Piedra de las Veces" o "Piedra de las Partes". Se puede ver enfrente al Ayuntamiento.
Casamata
Cerca del cementerio y de la carretera se encuentra una Casamata o búnker empleado en la Guerra Civil.

## Símbolos
El escudo heráldico y la bandera que representan al municipio fueron aprobados oficialmente el 20 de mayo de 1993. El escudo se blasona de la siguiente manera:

Escudo partido. Primero cuarteado en aspa; primero y tercero, de sinople, una banda de gules fileteada de oro; segundo y cuarto, de oro, una banda de gules fileteada de oro; segundo y cuarto, de oro, flanqueado de la leyenda "Ave María Gratia Plena" en letras de sable. Segundo de plata una cruz de San Andrés (o un sotuer recortado) de gules.
Boletín Oficial del Estado nº 142 de 15 de junio de 1991

La descripción textual de la bandera es la siguiente:

Bandera. De proporciones 2 x 3. El paño cuartelado en aspa; primero  y tercero, verde con una banda roja perfilada de amarillo; segundo y cuarto amarillo. En los triángulos amarillos sendas aspas rojas.
Boletín Oficial del Estado nº 142 de 15 de junio de 1991

## Fiestas y tradiciones
28 de agosto: fiestas en honor a san Agustín.